# Deutsche Skeleton-Meisterschaft 2008
Die 43. Deutsche Skeleton-Meisterschaft im Jahr 2008 wurde am 4. und 5. Januar 2008 auf der Kunsteisbahn in Altenberg ausgetragen. Es gab jeweils eine Veranstaltung für Damen und für Herren. Beide wurden in vier Läufen durchgeführt, die zu jeweils zwei Rennen auf zwei Tage aufgeteilt wurden.

## Männer
| Platz | Sportler            | Verein                | Laufzeiten              | Zeit          |
| ----- | ------------------- | --------------------- | ----------------------- | ------------- |
| 1     | Sebastian Haupt     | RSG Hochsauerland     | 57,24 57,36 57,25 58,36 | 3:50,21       |
| 2     | Frank Rommel        | TSC Zella-Mehlis      | 57,71 57,83 57,58 57,30 | 3:50,42 +0,21 |
| 3     | Florian Grassl      | WSV Königssee         | 58,64 57,97 57,93 58,26 | 3:52,80 +2,59 |
| 4     | David Lingmann      | BSR Oberhof           | 58,28 58,25 58,26 58,28 | 3:53,07 +2,86 |
| 5     | Matthias Biedermann | SSV Altenberg         | 58,60 58,32 58,21 58,26 | 3:53,38 +3,17 |
| 6     | Mirsad Halilovic    | WSV Königssee         | 58,57 58,22 58,17 58,54 | 3:53,50 +3,29 |
| 7     | Sandro Stielicke    | BSC Winterberg        | 58,27 58,41 58,52 58,79 | 3:53,99 +3,78 |
| 8     | Frank Kleber        | BSC München           | 59,15 58,36 58,78 58,87 | 3:55,16 +4,95 |
| 9     | Alex Gaszner        | BSC Winterberg        | 59,28 59,11 58,46 58,57 | 3:55,42 +5,21 |
| 10    | Alexander Kröckel   | WSV Oberhof 05        | 59,40 59,13 58,96 59,21 | 3:56,70 +6,49 |
| 11    | David Ludwig        | BSR Oberhof           | 58,96 59,16 59,38       | 2:57,50       |
| 12    | Steffen Rothacker   | WSV Königssee         | 59,68 59,27 58,99       | 2:57,94       |
| 13    | Christian Sieger    | WSV Königssee         | 59,20 59,57 59,54       | 2:58,41       |
| 14    | Manuel Kniesa       | BSR Rennsteig Oberhof | 59,48 59,42 1:01,06     | 2:59,96       |
| 15    | Daniel Lingenauber  | RSG Hochsauerland     | 1:01,09 59,70 59,99     | 3:00,78       |
| 16    | William Schmidt     | BSR Oberhof           | 1:01,57 1:01,34 1:02,13 | 3:05,04       |
| DNS   | Alexander Rotte     | BSC Winterberg        |                         | -:--.--       |

Am Start waren insgesamt 16 von 17 gemeldeten Teilnehmern, fünf Teilnehmer weniger als im Vorjahr.
- 1. Tag
  - Lauf 1: Als erster Starter ging Vorjahresmeister Florian Grassl an den Start. Er legte eine ausgezeichnete Startzeit vor (5,25 Sekunden), die im Verlauf des ersten Durchgangs nur durch Frank Rommel (5,22 Sekunden) unterboten wurde. Die beste Laufzeit schaffte Sebastian Haupt mit 57,24 Sekunden vor Rommel (57,71 Sekunden) und dem jungen Nachwuchsfahrer Sandro Stielicke (58,27), der 2007/08 seine erste Saison bei den Senioren bestritt. Grassl wurde nur Siebter, der hoch gehandelte Mirsad Halilovic Fünfter.
  - Lauf 2: Auch den zweiten Lauf dominierte Haupt mit einer Zeit von 57,36 Sekunden vor Rommel (57,83), der mit 5,22 Sekunden erneut den besten Start vorgelegt hatte. Drittplatzierter des Durchgangs wurde Florian Grassl (57,97).

- 2. Tag
  - Lauf 3: Auch im dritten Lauf benötigte Haupt die kürzeste Zeit und baute seinen Vorsprung in der Gesamtwertung weit aus. Frank Rommel wurde wie schon in den beiden Läufen des Vortages Zweiter (57,83). Den dritten Rang des Durchgangs belegte Florian Grassl (57,93), der auch den besten Start zeigte (5,23).
  - Lauf 4: Im letzten Lauf traten nur noch die zehn besten Athleten der ersten drei Läufe an. Den drittbesten Lauf zeigte Grassl (58,26), Zweitschnellster Fahrer war Matthias Biedermann (58,25). Die Laufbestzeit fuhr Frank Rommel (57,30). Sebastian Haupt kam trotz seines komfortablen Vorsprunges nach einem Fahrfehler, der fast zu einem Sturz geführt hatte, noch einmal in Gefahr, seinen sicher geglaubten Titel zu verlieren. Mit 58,36 Sekunden (fünfte Laufzeit) lag er 1,06 Sekunden hinter dem Laufbesten Rommel, der mit 5,24 Sekunden auch erneut die beste Startzeit vorgelegt hatte.

Fazit: Sebastian Haupt holte sich trotz eines am Ende aufgrund eines Fahrfehlers noch einmal knapp gewordenen Ergebnisses zu Recht und überlegen seinen zweiten deutschen Meistertitel. Dreimal konnte er Laufbestzeit fahren. Der Zweitplatzierte Frank Rommel profitierte vor allem von seinen guten Starts. Dreimal legte er Startbestzeiten vor, einmal war er Startzweiter. Vorjahresmeister Grassl büßte alle Titelchancen schon beim ersten Lauf ein. Danach sicherte er sich mit drei dritten Laufzeiten die Bronzemedaille. Topfavorit Michi Halilovic konnte seiner Favoritenrolle nicht gerecht werden und kam nur auf den sechsten Rang. Sandro Stielicke legte einen guten Start vor, konnte aber nach dem dritten Platz im ersten Durchgang nur noch dreimal achte Plätze erreichen und wurde am Ende Siebter. Frank Kleber, mit Florian Grassl Vorjahresmeister, war vor der Saison vom aktiven Leistungssport zurückgetreten und fuhr mit der Deutschen Meisterschaft sein letztes Rennen. Er wurde Achter. David Ludwig konnte nur Elfter werden und erreichte nicht die letzte Runde. Der Viertplatzierte David Lingmann fuhr vier nahezu identische Läufe, die alle innerhalb von drei Hundertstel Sekunden Zeitdifferenz lagen. Auffällig war die große Leistungsstreuung zwischen den Startern.

## Frauen
| Platz | Sportler          | Verein            | Zeit    |
| ----- | ----------------- | ----------------- | ------- |
| 1     | Anja Huber        | RC Berchtesgaden  | 3:56,52 |
| 2     | Kerstin Jürgens   | RSG Hochsauerland | +0,53   |
| 3     | Marion Trott      | BSR Oberhof       | +1,52   |
| 4     | Katharina Heinz   | RSG Hochsauerland | +3,31   |
| 5     | Kathleen Lorenz   | BSR Oberhof       | +3,46   |
| 6     | Julia Eichhorn    | BSR Oberhof       | +3,64   |
| 7     | Monique Riekewald | BSR Oberhof       | +3,87   |
| 8     | Diana Sartor      | SSV Altenberg     | +4,65   |
| 9     | Sophia Griebel    | RT Suhl           | +8,02   |
| 10    | Diane Maciejeski  | RSG Hochsauerland | +9,26   |
| 11    | Katharina Hamann  | BSR Oberhof       | 3:04,43 |
| 12    | Ines Suminski     | BSR Oberhof       | 3:05,43 |
| 13    | Lena Joch         | RSG Hochsauerland | 3:10,82 |

Am Start waren insgesamt 13 gemeldete Teilnehmerinnen, vier Teilnehmerinnen weniger als im Vorjahr.